# Roland Ducommun
Roland Ducommun (26 november 1912 - 8 maart 1979) was een Zwitsers voetballer die speelde als aanvaller.

## Carrière
Ducommun speelde eerste voor La Chaux-de-Fonds tot in 1933. In 1934/35 was hij speler-trainer bij FC Porrentruy Maar van 1937 tot 1948 speelde hij nog voor FC Grenchen. In 1950 werd hij coach van FC Grenchen.
Hij speelde drie interlands voor Zwitserland waarin hij niet tot scoren kwam.